# Бен-Адир, Кингсли
Ки́нгсли Бен-Ади́р (англ. Kingsley Ben-Adir; род. 28 февраля 1986, Госпел-Оук, Лондон, Англия) — британский актёр театра и кино.
Он играл в нескольких пьесах в Лондонских театрах. Он сыграл патологоанатома Маркуса Саммера в детективной драме ITV «Вера» и частного детектива Карима Вашингтона во втором сезоне сериала Netflix «ОА». С 2017 по 2019 год он появлялся в четвёртом и пятом эпизодах телесериала BBC One «Острые козырьки». В 2020 году он снялся в роли Малкольма Икса в фильме Amazon Studios «Одна ночь в Майами» (2020).

## Биография
Бен-Адир родился в городе Госпел-Оук, Лондон, Англия, в семье темнокожей матери-тринидадки и белого отца британца. Он учился в школе Уильяма Эллиса в Госпел-Оук, на северо-западе Лондона. Он окончил Гилдхоллскую школу музыки и театра в 2011 году. Вместе с матерью и братом он принял иудаизм.

## Карьера
В 2011 году Бен-Адир выступил в получившей признание критиков пьесе Джиллиан Слово «Бунты» в театре «Трайцикл». В 2012 году он сыграл Деметрия в спектакле «Сон в летнюю ночь» в театре под открытым небом Риджентс-парк.
В 2013 году он сыграл Борачио в постановке Марка Райлэнса «Много шума из ничего» в театре Олд Вик в Лондоне, а также сыграл в пьесе «Божья собственность» в театре Сохо.
В 2014 году Бен-Адир выступил в спектакле «Мы гордимся тем, что представляем презентацию о гереро Намибии, ранее известной как Юго-Западная Африка, из немецкой Южной Африки, между 1884—1915 годами» в Театре Буша в Лондоне. Спектакль получил положительные отзывы зрителей.
С 2017 по 2019 год Бен-Адир появлялся в четвёртом и пятом эпизодах телесериала BBC One Острые козырьки, сыграв роль полковника Бена Янгера.
В 2020 году Бен-Адир снялся в роли Малкольма Икса в фильме Amazon Studios «Одна ночь в Майами» режиссёра Реджины Кинг. Бен-Адир снялся вместе с Элаем Гори (Али Мухаммед), Лесли Одом-младшим (Сэм Кук) и Элдисом Ходжем (Джим Браун).
В марте 2021 года Deadline Hollywood сообщил, что Бен-Адир присоединился к сериалу «Секретное вторжение» для Marvel Studios в качестве главного антагониста сериала. Действия сериала происходят в медиафраншизе «Кинематографическая вселенная Marvel».
В феврале 2022 года Бен-Адир должен был сыграть Боба Марли в биографическом фильме «Боб Марли: Одна любовь» (2024) режиссёра Рейнальдо Маркуса Грина. В апреле 2022 года он также присоединился к актёрскому составу фильма «Барби» (2023).

## Фильмография

### Фильмы
| Год  | Заголовок              | Роль                | Примечания         |
| ---- | ---------------------- | ------------------- | ------------------ |
| 2012 | Городской бездельник   | Бандит              |                    |
| 2013 | Война миров Z          | Офицер Хокинс       | в титрах не указан |
| 2016 | Посягательство на нас  | Сэмпсон             |                    |
| 2017 | Меч короля Артура      | Тристан ап Мелиодас |                    |
| 2018 | Пассажир               | Агент Гарсия        |                    |
| 2019 | Ноэль                  | Джейк Хэпман        |                    |
| 2020 | Одна ночь в Майами     | Малькольм Икс       |                    |
| 2023 | Барби                  | Баскетбольный Кен   |                    |
| 2024 | Боб Марли: Одна любовь | Боб Марли           | Съемки фильма      |

### Телевидение
| Год       | Заголовок               | Роль                 | Примечания                  |
| --------- | ----------------------- | -------------------- | --------------------------- |
| 2013      | Мисс Марпл Агаты Кристи | Эррол                | 1 серия                     |
| 2014-2018 | Вера                    | Доктор Маркус Саммер | Главная роль, 16 серий      |
| 2016      | Убийства в Мидсомере    | Бартоломью Хайнс     | 1 серия                     |
| 2016      | Обыкновенная ложь       | Джейк                | 1 серия                     |
| 2017      | Смерть в раю            | Ири Джонсон          | 1 серия                     |
| 2017      | Диана и я               | Рассел               | Телевизионный фильм         |
| 2017-2019 | Острые козырьки         | полковник Бен Янгер  | Главная роль, 5 серий       |
| 2018      | Глубокое государство    | Халид Уокер          | 4 серии                     |
| 2019      | ОА                      | Карим Вашингтон      | Главная роль, 6 серий       |
| 2020      | Меломанка               | Рассел МакКормак     | Повторяющаяся роль, 7 серий |
| 2020      | Любовная жизнь          | Грант                | 1 серия                     |
| 2020      | Правило Коми            | Барак Обама          | Мини-сериал, 2 серии        |
| 2020      | Родные души             | Франклин             | 1 серия                     |
| 2023      | Секретное вторжение     | Гравик               | Мини-сериал                 |

### Театр
| Год  | Заголовок             | Роль        | Место проведения                               |
| ---- | --------------------- | ----------- | ---------------------------------------------- |
| 2011 | Беспорядки            | Исполнитель | Театр Трицикл, Лондон                          |
| 2012 | Сон в летнюю ночь     | Деметриус   | Театр под открытым небом Риджентс-Парк, Лондон |
| 2013 | Много шума из ничего  | Борачио     | Олд Вик, Лондон                                |
| 2013 | Божья собственность   |             | Театр Сохо, Лондон                             |
| 2014 | Мы горды представить… | Актер 2     | Театр Буша, Лондон                             |

## Награды и номинации
| Год  | Награда                                   | Категория                                      | Работа             | Результат |
| ---- | ----------------------------------------- | ---------------------------------------------- | ------------------ | --------- |
| 2021 | Премия Британской Академии в области кино | Восходящая звезда                              | Сам                | Номинация |
| 2021 | Премия Гильдии киноактёров США            | Лучший актёрский состав в игровом кино         | Одна ночь в Майами | Номинация |
| 2021 | Независимый дух                           | Премия «Независимый дух» Роберта Олтмана       | Одна ночь в Майами | Победа    |
| 2020 | Премия «Готэм»                            | Прорывной исполнитель                          | Одна ночь в Майами | Победа    |
| 2020 | Награды Чикагской ассоциации кинокритиков | Самый перспективный исполнитель                | Одна ночь в Майами | Номинация |
| 2020 | Кинопремия Сан-Франциско                  | Выдающийся коллектив                           | Одна ночь в Майами | Победа    |
| 2020 | Атлантический кружок кинокритиков         | Прорывной исполнитель                          | Одна ночь в Майами | Победа    |
| 2020 | Спутник                                   | Лучшая мужская роль второго плана в кинофильме | Одна ночь в Майами | Номинация |
| 2020 | Ассоциация киножурналистов штата Индиана  | Лучший актёр                                   | Одна ночь в Майами | Номинация |